# Foreign Affair
Foreign Affair je sedmi studijski album američke pjevačice Tine Turner.

## Popis pjesama
1. "Steamy Windows" - 4:03
2. "The Best" - 5:28
3. "You Know Who (Is Doing You Know What)" - 3:45
4. "Undercover Agent for the Blues" - 5:20
5. "Look Me in the Heart" - 3:42
6. "Be Tender With Me Baby" - 4:18
7. "You Can't Stop Me Loving You" - 4:00
8. "Ask Me How I Feel" - 4:46
9. "Falling Like Rain" - 4:03
10. "I Don't Wanna Lose You" - 4:20
11. "Not Enough Romance" - 4:04
12. "Foreign Affair" - 4:27